# Las Cuerlas
Las Cuerlas es un municipio y localidad española de la provincia de Zaragoza, en la comunidad autónoma de Aragón. El término municipal tiene una población de 41 habitantes (INE 2024).

## Geografía
La localidad está situada al suroeste de Zaragoza por carretera N-330 y a 26 km al sureste de Daroca por carretera C-211 y carretera local, en el límite de la provincia con Teruel, cerca de la laguna de Gallocanta. El municipio tiene un área de 32,58 km² con una población de 69 habitantes (INE 2008) y una densidad de 2,12 hab./km². Parte del término está ocupado por la reserva natural dirigida de la Laguna de Gallocanta.

## Historia
En el año 1248, por privilegio de Jaime I, este lugar se desliga de la dependencia de Daroca, pasando a formar parte de Sesma del Campo de Gallocanta en la Comunidad de Aldeas de Daroca, que en 1838 fue disuelta.
A mediados del siglo XIX, el lugar tenía contabilizada una población de 150 habitantes. Aparece descrito en el séptimo volumen del Diccionario geográfico-estadístico-histórico de España y sus posesiones de Ultramar de Pascual Madoz de la siguiente manera:

CUERLAS (las): l. con en la ayunt. prov., aud. terr., c. g. y dióc. de Zaragoza (18 leg.), part. jud. y adm. de rent. de Daroca, (4); sit. en un llano combatido por el viento N.: su clima es frio y propenso á tercianas. Tiene 48 casas, la del ayunt. y mala cárcel, escuela de 1.ª educacion frecuentada por 16 alumnos y dotada con 10 cahices de centeno; igl. parr. (Ntra. (Sra. de la Asuncion); los vec. se surten del agua de la fuente que hay á 30 pasos al E. de la pobl., hay cementerio en sitio ventilado, 2 capillas, la Virgen del Carmen una, y otra San Pedro, ambas al N.; confina el térm. por N. con el de Used |1|; E. Berrullo (1); S. Odon, y O. Layunta. El terreno es cascajar, arenoso y de mala calidad, tiene monte poblado de encinar, coscojo y salvia y se encuentran en el mismo algunas fuentes; lo cruza la carretera desde Calatayud á Teruel; los demas caminos dirigen de pueblo á pueblo: el correo se recibe de Daroca por balijero. prod.: trigo, centeno, legumbres y algo de azafran de superior calidad, se cria ganado lanar, caza de perdices, liebres y conejos; pesca de tencas. pobl.: 32 vec., 150 alm. cap. imp.: 546,302 rs. contr.: 5,711 rs. El presupuesto municipal asciende á 2,000 rs. y se cubre por reparto vecinal.
(Madoz, 1847, p. 259)

## Demografía
Las Cuerlas cuenta con una población de 41 habitantes (INE 2024).
| Gráfica de evolución demográfica de Las Cuerlas entre 1842 y 2021                                                   |
| |
| Población de derecho según los censos de población del INE Población de hecho según los censos de población del INE |

## Administración y política
| Período   | Alcalde                     | Partido |  |
| --------- | --------------------------- | ------- |  |
| 1979-1983 | Andrés Ballestín López      | PAR     |  |
| 1983-1987 |                             |         |  |
| 1987-1991 |                             |         |  |
| 1991-1995 |                             |         |  |
| 1995-1999 |                             |         |  |
| 1999-2003 |                             |         |  |
| 2003-2007 |                             |         |  |
| 2007-2011 |                             |         |  |
| 2011-2015 |                             |         |  |
| 2015-2019 | Miguel Ángel Guillén Cantín | PAR     |  |

| Partido político    | Partido político                                   | 2003   | 2007   | 2011   | 2015   |
| Partido político    | Partido político                                   | Ediles | Ediles | Ediles | Ediles |
|                     | Partido Aragonés (PAR)                             | 1      | 1      | 3      | 3      |
|                     | Partido Popular de Aragón (PP)                     | 0      | —      | 0      | 0      |
|                     | Partido de los Socialistas de Aragón (PSOE-Aragón) | 0      | —      | —      | 0      |
| Total de concejales | Total de concejales                                | 1      | 1      | 3      | 3      |

## Patrimonio

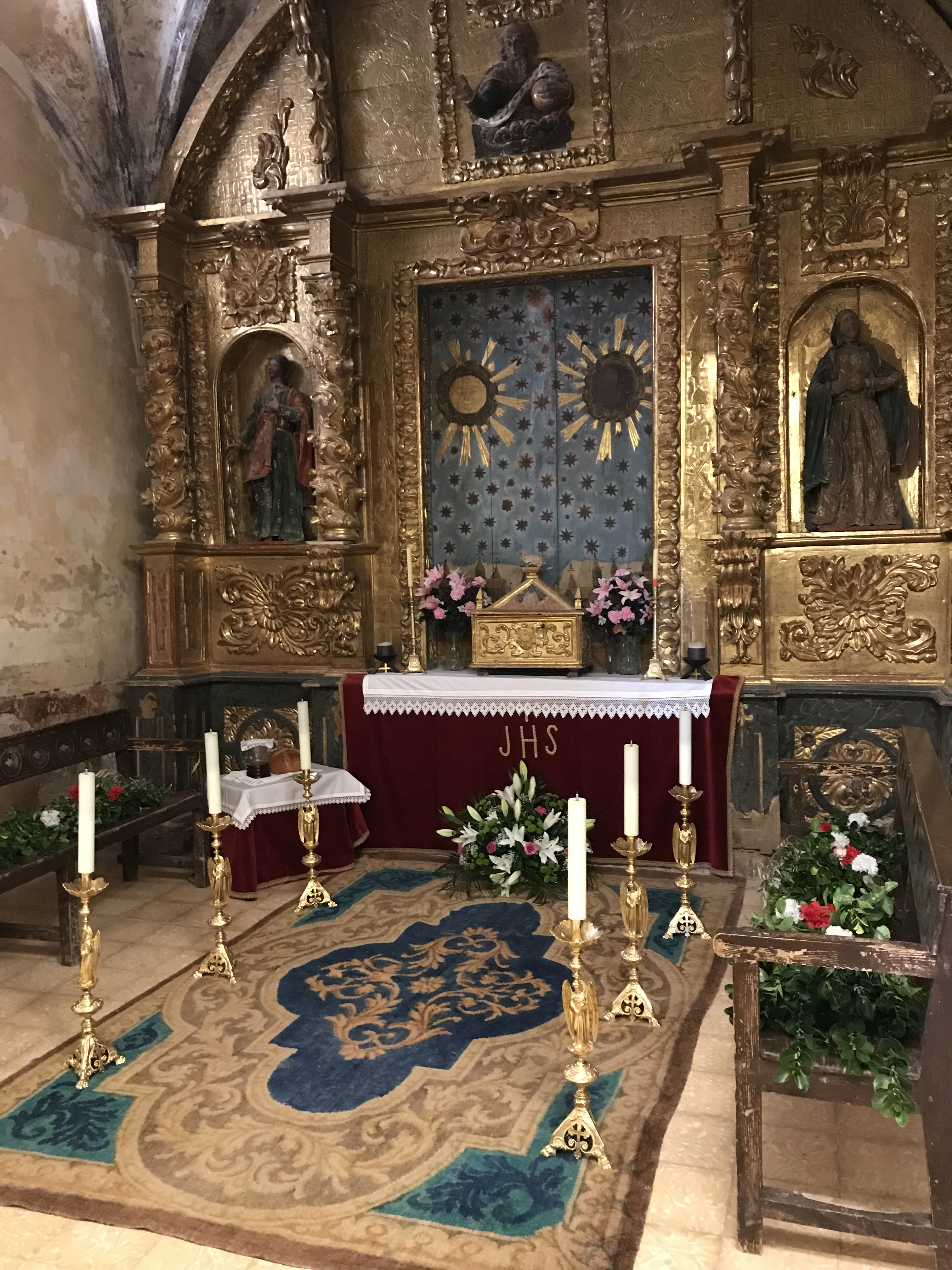
Iglesia de la Asunción

En la localidad hay una iglesia bajo la advocación de Nuestra Señora de la Asunción. Además en el lugar hay varios peirones:

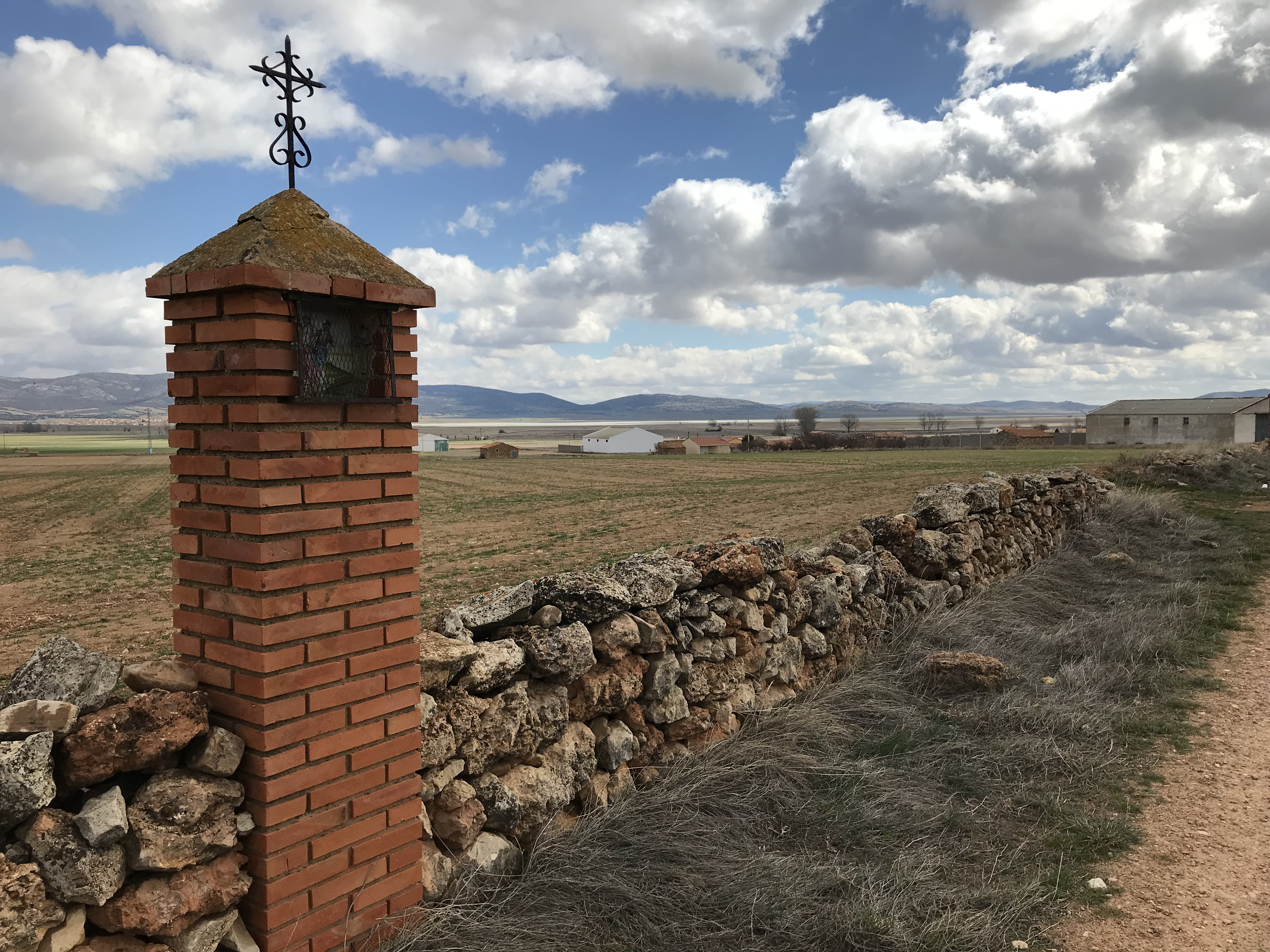
Camino de los peirones

- Peirón de Santa Teresa: se halla en la bifurcación de los caminos de Bello y Odón. Tiene dos hornacinas sin imágenes mirando a los caminos correspondientes.
- Peirón de Santo Domingo: camino que conduce a la Yunta (Guadalajara), le llaman el camino de las Cruces, por estar las estaciones del calvario. Tiene una cruz de forja con veleta.
- Peirón de Jaraba: se encuentra en la bifurcación del camino de Daroca y el de Jaraba y Torralba de los Frailes. Tiene una hornacina sin imagen